# Trichemeopedus calosus
Trichemeopedus calosus är en skalbaggsart som beskrevs av Holzschuh 2003. Trichemeopedus calosus ingår i släktet Trichemeopedus och familjen långhorningar.
Artens utbredningsområde är Nepal. Inga underarter finns listade i Catalogue of Life.